# 테이프 레코더

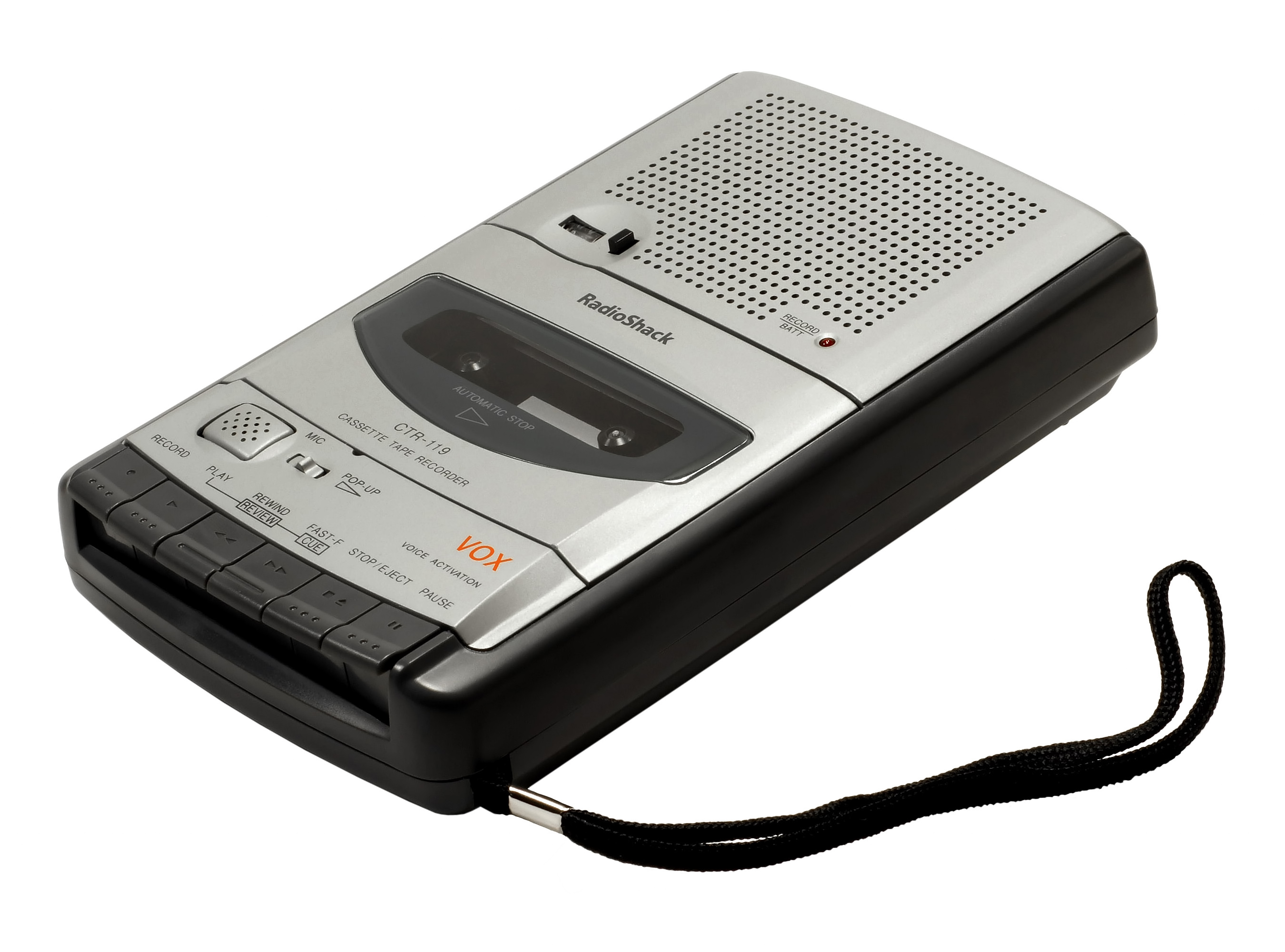
라디오셱의 전형적인 휴대용 카세트 테이프 레코더

테이프 레코더(tape recorder) 또는 테이프 녹음기(錄音器)는 자기테이프에 소리를 저장하고 재생하는 시스템을 말한다. 스테레오 테이프는 두 개의 녹음 트랙(track)을 사용하는 등 기구적으로 레코드보다 단순하다.

## 역사
1888년 미국의 O. 스미스가 자기 녹음에 관한 최초의 착상을 발표했다. 그 후 1898년에 덴마크의 V. 포울센은 기록매체로서 강선(鋼線)을 사용한 자기 녹음기의 시제품을 만들었다. 1935년 독일의 AEG 사가 플라스틱 베이스의 자기 테이프를 사용한 마그네토폰(Magnetophone)이라는 녹음기를 시판한 것이 테이프 레코더의 원형으로 꼽힌다. 직류 바이어스법보다 훨씬 잡음 · 변형이 적고 큰 출력을 얻을 수 있는 교류 바이어스법의 연구가 미국 · 독일 · 일본에서 각각 별개로 진행되었는데, 제2차 세계대전 후 독일의 기술은 유럽 · 미국으로 건너갔으며, 1956년에 방송용으로 카세트식 테이프 레코더가 개발되었다. 1962년에 네덜란드의 필립스 사에서 콤팩트 카세트 방식이 발표되었다.

## 특징 및 용도
라디오 방송 프로그램 거의 대부분이 녹음 테이프로 만들어지고 편집한 다음 방송되었고, 레코드회사에서도 음악을 먼저 테이프 레코더로 녹음하고 이것으로 원반에 홈을 팠다. 테이프 레코더는 일반 가정용의 어학의 연습용으로서 또는 스테레오 테이프에 의한 음악감상용에 사용되었다. 또, 레코드와는 달리 진동이 심한 승용차 속에서는 쓸 수 없는 제약이 없어서 자동차의 카 스테레오로서도 널리 보급되었다. 테이프 교환을 용이하게 하기 위하여 테이프를 카트리지에 넣기도 하였고, 피아노선을 녹음체(錄音體)로 하고 팔뚝시계 모양의 마이크로폰을 사용하여 30분간의 녹음을 할 수 있는 포켓용 소형 테이프레코더를 담화의 취재·시장조사·상거래 등에 사용하기도 했다.

## 같이 보기
- 비디오 카세트 레코더
- 비디오 테이프 레코더